# Cokuni
Pour les articles homonymes, voir Zucconi.
Cokuni (en italien : Zucconi) est une localité de Croatie située en Istrie, dans la municipalité de Marčana, dans le comitat d'Istrie. En 2001, la localité comptait 63 habitants.

## Démographie
| 1948 | 1953 | 1961 | 1971 | 1981 | 1991 | 2001 |
| ---- | ---- | ---- | ---- | ---- | ---- | ---- |
| 149  | 132  | 112  | 97   | 86   | 63   | 63   |